# Cryphia scoriatula
Cryphia scoriatula là một loài bướm đêm trong họ Noctuidae.